# Triomfpaleis
Het Triomfpaleis (Russisch: Триумф-Палас, Trioemf-Palas) is een appartementengebouw in de Russische hoofdstad Moskou.
Vanaf 20 december 2003, toen de torenspitsen werden geplaatst, tot november 2007 was het tevens het hoogste gebouw van Europa met een hoogte van 264,1 meter, waarmee het de Commerzbank Tower uit Frankfurt am Main voorbij streefde. Deze status dankte het gebouw echter vooral aan zijn torenspits met een lengte van 48,3 meter. De bouwwerkzaamheden voor het gebouw begonnen in 2001 en in 2005 werd het gebouw voltooid. Het gebouw wordt soms de "achtste zuster" genoemd, omdat het uiterlijk veel weg heeft van de Zeven Zusters, die Stalin in de jaren 50 van de 20e eeuw liet bouwen. In november 2007 werd het Triomfpaleis in hoogte overtroffen door de Naberezjnajatoren C met zijn 268 meter. (zie: Hoogste gebouwen van Europa).
Het gebouw heeft 54 verdiepingen en bestaat uit negen vleugels met in totaal 1000 luxe appartementen. Het brutogrondoppervlak omvat ongeveer 168.000 m². De torenspits bestaat uit 3000 onderdelen verdeeld over acht secties, die binnen zes dagen werden gemonteerd op het bouwwerk met de hulp van helikopters. De bekleding van de torenspits bestaat uit platen van roestvast staal, die over de acht zijden samen een oppervlakte bekleden van ongeveer 700 m² en samen ongeveer 52 ton wegen.